# Landkreis Heidekreis
Heidekreis (indtil 31. juli 2011 Landkreis Soltau-Fallingbostel) er en Landkreis i den centrale del af tyske delstat Niedersachsen, nord for Hannover på Lüneburger Heide. Landkreisens administration ligger i byen  Bad Fallingbostel.
Der var 139.641   indbyggere i  landkreisen, som er inddelt i  9 selvstændige kommuner og  3 Samtgemeinden.

## Geografi
Heidekreis er præget af landskaberne  Lüneburger Heide og Viehbruch. 
De nordligste kommuner i området  Bispingen, Schneverdingen og Neuenkirchen ligger for størstedelens vedkommende i Naturpark Lüneburger Heide.

### Nabokreise
Heidekreis grænser til (med uret fra nord): Landkreisene Harburg, Lüneburg, Uelzen og Celle, til  Region Hannover samt landkreisene Nienburg/Weser, Verden og Rotenburg (Wümme).

### Vandløb
I Heidekreis løber floderne: Aller, Bomlitz, Böhme, Fulde, Gilmerdinger Bach, Hahnenbach, Grindau, Leine, Luhe, Mehlandsbach, Örtze, Soltau, Veerse, Warnau, Wiedau, Wietze (Örtze), Wümme.

## Byer og kommuner
Kreisen havde 139755  indbyggere pr.  2018-12-31

Kommuner
| 1. Bad Fallingbostel, administrationsby (11852) 2. Bispingen (6464) 3. Bomlitz (6970) 4. Munster, by (15117) 5. Neuenkirchen (5590) 6. Schneverdingen, by (18662) 7. Soltau, by (21317) 8. Walsrode, bykommune (23068) 9. Wietzendorf (4162) |

Samtgemeinden med deres kommuner
* markerer administrationsby
| - 1. Samtgemeinde Ahlden (6957) 1. Ahlden (Aller), Flecken (1526) 2. Eickeloh (763) 3. Grethem (624) 4. Hademstorf (839) 5. Hodenhagen * (3205) - 2. Samtgemeinde Rethem/Aller (4554) 1. Böhme (921) 2. Frankenfeld (516) 3. Häuslingen (780) 4. Rethem (Aller), Stadt * (2337) | - 3. Samtgemeinde Schwarmstedt (12937) 1. Buchholz (Aller) (2164) 2. Essel (1149) 3. Gilten (1242) 4. Lindwedel (2661) 5. Schwarmstedt * (5721) |

Kommunefrit område
- Osterheide (adm. Oerbke)  (2105)